# Зубков, Александр Илларионович
Александр Илларионович Зубков (9 августа 1902, Успенское, Орловская губерния — 21 августа 1978, Севастополь) — контр-адмирал ВМФ ВС Союза ССР, участник Гражданской, Великой Отечественной и советско-японской войн.

## Биография
Родился 9 августа 1902 года в селе Успенское (ныне — Становлянский район Липецкой области). В 1918 году пошёл на службу в Рабоче-Крестьянскую Красную Армию. Участвовал в боях Гражданской войны. В 1920 году окончил военно-хозяйственные курсы. С 1921 года служил в Военно-морском флоте Советской Республики. В 1926 году Зубков окончил параллельные курсы при Военно-морском училище имени М. В. Фрунзе. Служил на кораблях Черноморского флота ВМФ СССР. В 1930-е годы командовал различными канонерскими лодками и эскадренными миноносцами. В ноябре 1938 года эсминец «Москва», которым командовал Зубков, доставлял правительственную делегацию Союза ССР на похороны президента Турции Кемаля Ататюрка. С сентября 1940 года командовал крейсером «Красный Крым».
В начальный период Великой Отечественной войны под руководством Зубкова осуществлялась постановка минных заграждений, конвоирование транспортов, артиллерийская поддержка войск. Участвовал в обороне Одессы и Севастополя. Экипаж крейсера «Красный Крым» особо отличился во время Керченско-Феодосийской операции, получив почётное звание «Гвардейский». Участвовал также в битве за Кавказ.
В апреле 1944 года Зубков был назначен командиром крейсера «Мурманск» Северного флота ВМФ ВС СССР, а в ноябре того же года — командиром Новороссийской военно-морской базы, в звании капитан 1-го ранга. Во время советско-японской войны командовал Петропавловской и Владимиро-Ольгинской военно-морскими базами. В послевоенное время продолжал службу в ВМФ СССР. 
В августе 1956 года в звании контр-адмирала Зубков вышел в отставку. Проживал в Севастополе. 
Умер 21 августа 1978 года, похоронен на кладбище Коммунаров в Севастополе.

## Награды
- орден Ленина (1945)
- три ордена Красного Знамени (1942, 1944, 1951)
- два ордена Отечественной войны 1-й степени (1942, 1946)

- орден Красной Звезды (1936)
- медали в том числе:
  - «За оборону Одессы»
  - «За оборону Севастополя»
  - «За оборону Кавказа»

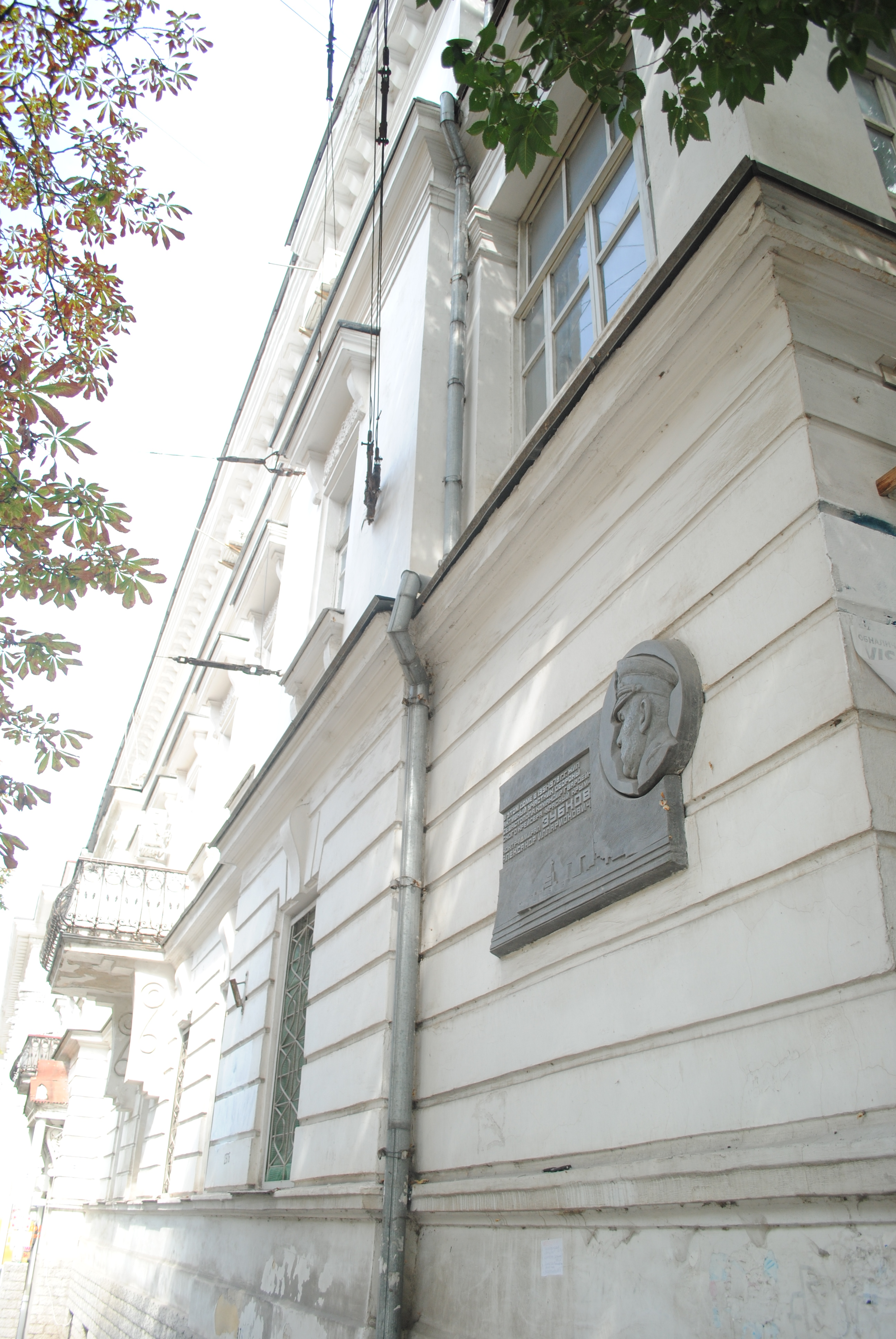
Дом, в котором жил А. И. Зубков

  - «За оборону Советского Заполярья»
  - «За Победу над Германией в Великой Отечественной войне 1941—1945 гг.» (1945)
  - «За победу над Японией» (1945)
  - «XX лет Рабоче-Крестьянской Красной Армии» (1938)

Других государств
- Медаль «За выдающуюся службу» (ВМС США) (1943)[3]

Могила Зубкова на кладбище Коммунаров в Севастополе.

## Память
Мемориальная доска активному участнику севастопольской обороны Зубкову Александру Илларионовичу установлена в 1980-е годы в Севастополе на доме № 5 по улице Ленина, в котором он жил с 1951 по 1978 год. Скульптор — С. А. Чиж.

## Сочинения
- Зубков А. И. Керченско-Феодосийская десантная операция. — М.: Воениздат, 1974. — 96 с. — (Героическое прошлое нашей Родины). — 50 000 экз. (обл.)